# Liste der Baudenkmäler in Mainburg
Auf dieser Seite sind die Baudenkmäler in der niederbayerischen Stadt Mainburg zusammengestellt. Diese Tabelle ist eine Teilliste der Liste der Baudenkmäler in Bayern. Grundlage ist die Bayerische Denkmalliste, die auf Basis des Bayerischen Denkmalschutzgesetzes vom 1. Oktober 1973 erstmals erstellt wurde und seither durch das Bayerische Landesamt für Denkmalpflege geführt wird. Die folgenden Angaben ersetzen nicht die rechtsverbindliche Auskunft der Denkmalschutzbehörde.

## Baudenkmäler nach Ortsteilen

### Mainburg
| Lage                                     | Objekt                                                                                              | Beschreibung | Akten-Nr.     | Bild                                                                                  |
| ---------------------------------------- | --------------------------------------------------------------------------------------------------- | --- | ------------- | ------------------------------------------------------------------------------------- |
| Abensberger Straße 5 (Standort)          | Wohnhaus                                                                                            | Zweigeschossiger traufständiger Bau mit Steildach, mit Putzstreifenrahmung und segmentbogiger Hofeinfahrt, bezeichnet „1864“ | D-2-73-147-51 | Wohnhaus                                                                              |
| Abensberger Straße 15 (Standort)         | Ehemaliges Schulhaus, jetzt Museum,                                                                 | Zweigeschossiger Walmdachbau mit übergiebeltem Seitenrisalit, mit neobarocker Fassadengliederung, 1902 | D-2-73-147-54 | Ehemaliges Schulhaus, jetzt Museum,                                                   |
| Abensberger Straße 17 (Standort)         | Ehemaliges Wohn- und Geschäftshaus, jetzt Amtsgebäude                                               | Dreigeschossiger traufständiger Satteldachbau, mit spätbarocker und klassizistischer Fassadengliederung, bezeichnet „1825“ Madonnenfigur in Nische, wohl 1902 | D-2-73-147-55 | Ehemaliges Wohn- und Geschäftshaus, jetzt Amtsgebäude                                 |
| Bahnhofstraße 28 (Standort)              | Bahnhofsgaststätte                                                                                  | Zweigeschossiger Steildachbau mit Schweifgiebeln und Zwerchhaus, mit Veranda-Vorbau, neobarock, um 1900 | D-2-73-147-57 | Bahnhofsgaststätte                                                                    |
| Gabelsbergerstraße 1 (Standort)          | Wirtshausschild                                                                                     | S-förmiger Ausleger mit Blattranken und Hahnenfigur, wohl 1906 | D-2-73-147-58 | Wirtshausschild                                                                       |
| Gabelsbergerstraße 3 (Standort)          | Wohnhaus                                                                                            | Dreigeschossiger Steildachbau mit barockisierenden Felderungen und Schweifgiebel, Ende 19. Jahrhundert Rückgebäude, winkelförmiger Baukörper, dreigeschossig mit Steildach und Stufengiebel, wohl Ende 19. Jahrhundert | D-2-73-147-60 | Wohnhaus                                                                              |
| Gabelsbergerstraße 5 (Standort)          | Wohnhaus                                                                                            | Zweieinhalbgeschossiger Satteldachbau mit barockisierender Fassade und Schweifgiebel, Ende 19. Jahrhundert | D-2-73-147-61 | Wohnhaus                                                                              |
| Gabelsbergerstraße 12 (Standort)         | Wohnhaus und Bäckerei, Stammhaus der Familie des Stenografen Franz Xaver Gabelsberger               | Zweigeschossiger Steildachbau mit Aufzugsarm und Aufzugsluken, um 1636 Rückgebäude, eineinhalbgeschossiger Walmdachbau über unregelmäßigem Grundriss, wohl 1636 | D-2-73-147-62 | Wohnhaus und Bäckerei, Stammhaus der Familie des Stenografen Franz Xaver Gabelsberger |
| Guggenmoosgasse 8 (Standort)             | Wohn- und Geschäftshaus                                                                             | Schmaler, dreigeschossiger Satteldachbau mit barockisierender Fassadengestaltung und Volutengiebel, bezeichnet „1901“ | D-2-73-147-63 | Wohn- und Geschäftshaus                                                               |
| Landshuter Straße 1 (Standort)           | Ehemaliger Brauereigasthof Winklerbräu                                                              | Zweiflügelanlage, Giebelbau zweigeschossig mit Steildach, barockisierender Fassade und Volutengiebel, Seitenflügel, traufständiger dreigeschossiger Steildachbau mit Segmentbogenfenstern, nach 1863, im Kern älter | D-2-73-147-65 | Ehemaliger Brauereigasthof Winklerbräu                                                |
| Landshuter Straße 21 (Standort)          | Wohnhaus                                                                                            | Zweigeschossiger traufständiger Satteldachbau, mit spätklassizistischer Putzfassade und Gusseisenbalkon, Ende 19. Jahrhundert | D-2-73-147-1  | Wohnhaus                                                                              |
| Laurentiusweg (Standort)                 | Friedhofskapelle St. Michael                                                                        | Saalkirche mit Satteldach und dreiseitig geschlossenem Chor, Giebelreiter mit Zwiebelhaube, um 1700, erneuert 1822 Aussegnungshalle, eingeschossiger Walmdachbau mit offener Arkadenhalle nach Osten und übergiebeltem Mittelrisalit, Neurenaissance, 1895; Friedhofsmauer, Ziegelmauerwerk, zum Teil verputzt, mit Ädikulaportal nach Osten, wohl 1895 Kriegerdenkmal, Erzengel Michael als Drachentöter, auf Quaderpostament, Muschelkalk, 1920er Jahre | D-2-73-147-18 | Friedhofskapelle St. Michael                                                          |
| Laurentiusweg 1 (Standort)               | Krankenhaus                                                                                         | Dreigeschossiger Walmdachbau mit Giebelrisalit, Lisenengliederungen und Dachreiter, 1876 | D-2-73-147-2  | Krankenhaus                                                                           |
| Liebfrauenstraße 3 (Standort)            | Gasthaus                                                                                            | Gruppenbau, traufständiger zweigeschossiger Steildachbau mit Segmentbogenfenstern, 18. Jahrhundert, nach Norden anschließend zwei dreigeschossige Steildachbauten mit mittleren Kastenerkern, zweite Hälfte 19. Jahrhundert | D-2-73-147-3  | Gasthaus                                                                              |
| Marktplatz (Standort)                    | Mariensäule                                                                                         | Brunnen mit Mariensäule 1766, 1952 erneuert | D-2-73-147-8  | Mariensäule                                                                           |
| Marktplatz 1 (Standort)                  | Altes Rathaus                                                                                       | Giebelbau mit Erdgeschosslauben und Erkerturm, nach 1756 und nach Brand 1863 | D-2-73-147-4  | weitere Bilder                                                                        |
| Marktplatz 14 (Standort)                 | Ehemaliges Gasthaus                                                                                 | Zweigeschossiger Steildachbau mit Auslucht und Zwerchhaus nach Westen, Fassade um 1900, im Kern 17. Jahrhundert | D-2-73-147-7  | Ehemaliges Gasthaus                                                                   |
| Poststraße 1 (Standort)                  | Wohnhaus                                                                                            | Zweieinhalbgeschossiger Steildachbau mit Rundbogenfenstern, bezeichnet „1852“ | D-2-73-147-9  | Wohnhaus                                                                              |
| Poststraße 5 (Standort)                  | Gasthaus                                                                                            | Zweigeschossiger Steildachbau mit Schweifgiebel und polygonalem Eckerker, Neurenaissance, um 1900 | D-2-73-147-11 | Gasthaus                                                                              |
| Regensburger Straße 1 (Standort)         | Ehemaliges Bezirksamt                                                                               | Dreigeschossiger winkelförmiger Mansardwalmbau, mit Giebelrisalit und Eckerker, neubarock, 1901 | D-2-73-147-12 | weitere Bilder                                                                        |
| Karmeliterweg, vor der Kirche (Standort) | Kreuzweg-Anlage                                                                                     | 1854; Kreuzgruppe, 1882 Treppenanlage, 1909 | D-2-73-147-15 | Kreuzweg-Anlage                                                                       |
| Salvatorberg 1 (Standort)                | Katholische Kirche St. Peter und Paul (Salvatorkirche)                                              | Saalkirche mit Satteldach und dreiseitig geschlossenem Chor, 1723, auf älterer Grundlage, integrierter Westturm mit Spitzhelm, neugotisch, 1864; mit Ausstattung | D-2-73-147-13 | weitere Bilder                                                                        |
| Salvatorberg 3 (Standort)                | Kloster Mainburg, bis 1918 Karmeliterkloster, 1918–1981 Kapuzinerkloster, seit 1981 Paulinerkloster | Zweigeschossiger traufständiger Steildachbau mit übergiebeltem Mittelrisalit und Putzstreifengliederung, 1893 Rest der Klostermauer mit Kapelle, kleiner Satteldachbau mit Rundbogenöffnung, darin Christus-Salvator-Figur auf Postament, wohl Ende 19. Jahrhundert | D-2-73-147-14 | weitere Bilder                                                                        |
| Scharfstraße 1 (Standort)                | Wohnhaus                                                                                            | Zweieinhalbgeschossiger Satteldachbau über unregelmäßigem Grundriss, mit Putzstreifenrahmungen, Ostgiebel mit Aufzugsarm und Aufzugsluke, im Kern 17./18. Jahrhundert | D-2-73-147-16 | Wohnhaus                                                                              |
| Schleißbacher Straße (Standort)          | Neuer Friedhof                                                                                      | Friedhofskapelle St. Michael, um 1700, Ausbau 1822 Aussegnungshalle, 1895 | D-2-73-147-18 | Neuer Friedhof                                                                        |
| Schleißbacher Straße 26 (Standort)       | Alte katholische Pfarrkirche St. Laurentius                                                         | Saalkirche mit Satteldach und eingezogenem, fünfseitig geschlossenem Chor, Westturm mit Zwiebelhaube, 1650/1660 unter Verwendung des spätgotischen Chors, im 18. Jahrhundert barockisiert; mit Ausstattung Alter Friedhof, mit Grabsteinen des 19. Jahrhunderts Friedhofsmauer, Bruch- und Ziegelstein, wohl 18./19. Jahrhundert | D-2-73-147-17 | weitere Bilder                                                                        |
| Seilergasse 1 (Standort)                 | Wohn- und Geschäftshaus                                                                             | Winkelförmiger Eckbau, dreigeschossig mit Walmdach und Erkerturm, neubarock, um 1910 | D-2-73-147-19 | Wohn- und Geschäftshaus                                                               |

### Aufhausen
| Lage                           | Objekt             | Beschreibung | Akten-Nr.     | Bild           |
| ------------------------------ | ------------------ | --- | ------------- | -------------- |
| Mainburger Straße 8 (Standort) | Kirche St. Stephan | Saalkirche mit Steildach und eingezogenem Kastenchor, Chorturm mit Zwiebelhaube, 1786, auf mittelalterlicher Grundlage; mit Ausstattung | D-2-73-147-20 | weitere Bilder |

### Ebrantshausen
| Lage                       | Objekt                       | Beschreibung | Akten-Nr.     | Bild           |
| -------------------------- | ---------------------------- | --- | ------------- | -------------- |
| Kirchenäcker 13 (Standort) | Kirche St. Petrus und Paulus | Saalkirche mit Steildach und eingezogenem Kastenchor, Chorturm mit Fialgiebel, Ziegelmauerwerk, romanisch, erweitert im 14./15. Jahrhundert durch ein nördliches Schiff, sogenannte Heinrichs-Kapelle und Sakristei; mit Ausstattung. | D-2-73-147-21 | weitere Bilder |

### Gumpertshofen
| Lage                     | Objekt          | Beschreibung                                                                                      | Akten-Nr.     | Bild            |
| ------------------------ | --------------- | ------------------------------------------------------------------------------------------------- | ------------- | --------------- |
| Schiffernfeld (Standort) | Säulenbildstock | Unterbau aus Stein mit Blendmaßwerk, darüber gusseisernes Kruzifix, neugotisch, bezeichnet „1866“ | D-2-73-147-22 | Säulenbildstock |

### Kleingundertshausen
| Lage                     | Objekt                         | Beschreibung | Akten-Nr.     | Bild           |
| ------------------------ | ------------------------------ | --- | ------------- | -------------- |
| Forststraße 2 (Standort) | Katholische Kirche St. Stephan | Saalkirche mit Satteldach und eingezogenem Kastenchor, Chorturm mit Satteldach, spätromanisch, im Spätmittelalter und im 18. Jahrhundert ausgebaut; mit Ausstattung | D-2-73-147-23 | weitere Bilder |

### Leitenbach
| Lage                         | Objekt                                    | Beschreibung                                                                     | Akten-Nr.     | Bild           |
| ---------------------------- | ----------------------------------------- | -------------------------------------------------------------------------------- | ------------- | -------------- |
| Dorfstraße 25 (Standort)     | Kapelle St. Johann Baptist und Evangelist | Barocke Anlage des 18. Jahrhunderts auf romanischer Grundlage; mit Ausstattung   | D-2-73-147-24 | weitere Bilder |
| Anger; Kusterfeld (Standort) | Kapellen-Bildstock                        | ädikulaartige Form mit rundbogiger Bildöffnung, 17. Jahrhundert; mit Ausstattung | D-2-73-147-25 | BW             |

### Lindkirchen
| Lage                               | Objekt                                 | Beschreibung | Akten-Nr.     | Bild           |
| ---------------------------------- | -------------------------------------- | --- | ------------- | -------------- |
| Lindkirchener Straße 27 (Standort) | Gasthaus                               | Zweigeschossiger Steildachbau mit profiliertem Kranzgesims und Pilasterportal, 17./18. Jahrhundert, traufständiger Seitenflügel nach Westen, zweigeschossig mit Steildach, wohl 19. Jahrhundert | D-2-73-147-27 | Gasthaus       |
| Kirchenstraße 4 (Standort)         | Pfarrhof                               | Zweigeschossiger traufständiger Steildachbau, polygonaler Eckturm mit Zwiebelhaube, zweite Hälfte 17. Jahrhundert | D-2-73-147-28 | Pfarrhof       |
| Kirchenstraße 5 (Standort)         | Ehemaliges Schulhaus                   | Zweigeschossiger traufständiger Satteldachbau, mit Sohlbankgesims und Putzrahmungen, Ende 19. Jahrhundert | D-2-73-147-29 | weitere Bilder |
| Kirchenstraße 6 (Standort)         | Katholische Pfarrkirche Mariä Lichtmeß | Saalkirche mit Satteldach und eingezogenem, halbkreisförmig geschlossenem Chor, 1756, Ostturm mit Glockenhaube, nach 1778; mit Ausstattung Kriegerdenkmal für die Gefallenen beider Weltkriege, Inschrifttafel, darüber volutengerahmtes Relieffeld, um 1920, später mit Gefallenen des Zweiten Weltkriegs ergänzt | D-2-73-147-30 | weitere Bilder |

### Marzill
| Lage               | Objekt              | Beschreibung                                                          | Akten-Nr.     | Bild                |
| ------------------ | ------------------- | --------------------------------------------------------------------- | ------------- | ------------------- |
| Marzill (Standort) | Kirche St. Wolfgang | Spätgotische Anlage, im 18. Jahrhundert barockisiert; mit Ausstattung | D-2-73-147-31 | Kirche St. Wolfgang |

### Massenhausen
| Lage                                | Objekt                            | Beschreibung                      | Akten-Nr.     | Bild                              |
| ----------------------------------- | --------------------------------- | --------------------------------- | ------------- | --------------------------------- |
| Massenhausen am Waldrand (Standort) | Katholische Kapelle Sankt Koloman | Erbaut nach 1674; mit Ausstattung | D-2-73-147-33 | Katholische Kapelle Sankt Koloman |

### Meilenhofen
| Lage                               | Objekt                         | Beschreibung                                                      | Akten-Nr.     | Bild           |
| ---------------------------------- | ------------------------------ | ----------------------------------------------------------------- | ------------- | -------------- |
| Kirchenweg 3 (Standort)            | Katholische Kirche Mariä Namen | Mittelalterlich, im 18. Jahrhundert barockisiert; mit Ausstattung | D-2-73-147-35 | weitere Bilder |
| Meilenhofener Straße 29 (Standort) | Gasthaus                       | Giebelbau mit Mansarddachflügel, 18./19. Jahrhundert              | D-2-73-147-34 | Gasthaus       |

### Oberempfenbach
| Lage                               | Objekt                  | Beschreibung                                                                                  | Akten-Nr.     | Bild           |
| ---------------------------------- | ----------------------- | --------------------------------------------------------------------------------------------- | ------------- | -------------- |
| Sankt-Andreas-Straße 10 (Standort) | Pfarrkirche St. Andreas | Mittelalterlich, im 18. Jahrhundert barockisiert, Turmobergeschoss nach 1870; mit Ausstattung | D-2-73-147-37 | weitere Bilder |

### Puttenhausen
| Lage                                   | Objekt                                               | Beschreibung                                                | Akten-Nr.     | Bild           |
| -------------------------------------- | ---------------------------------------------------- | ----------------------------------------------------------- | ------------- | -------------- |
| Äußere Freisinger Straße 7 (Standort)  | Bauernhaus                                           | Erdgeschossig mit Kniestock und Satteldach, 18. Jahrhundert | D-2-73-147-39 | Bauernhaus     |
| Äußere Freisinger Straße 17 (Standort) | Katholische Kirche St. Johann Baptist und Evangelist | 1787, 1956 modern erweitert; mit Ausstattung                | D-2-73-147-40 | weitere Bilder |

### Sandelzhausen
| Lage                                | Objekt                                                  | Beschreibung | Akten-Nr.     | Bild           |
| ----------------------------------- | ------------------------------------------------------- | --- | ------------- | -------------- |
| Pfarrer-Reindl-Straße 24 (Standort) | Pfarrkirche Mariä Himmelfahrt                           | Romanisch, Chor und südliche Seitenkapelle spätgotisch, Turmobergeschoss 1759; mit Ausstattung | D-2-73-147-42 | weitere Bilder |
| Schloßstraße 1 (Standort)           | Ehemaliges Schloss Sandelzhausen, jetzt Brauereigasthof | Wohnhaus mit Halbwalmdach, 17./18. Jahrhundert, im Kern älter; mit historischer Ausstattung Wirtschaftshof, Dreiflügelanlage, 17./18. Jahrhundert Teile des Wassergrabens und der ehemaligen Ummauerung, 16./17. Jahrhundert | D-2-73-147-43 | weitere Bilder |

### Steinbach
| Lage                     | Objekt                        | Beschreibung | Akten-Nr.     | Bild           |
| ------------------------ | ----------------------------- | --- | ------------- | -------------- |
| Hauptstraße 8 (Standort) | Katholische Kirche St. Martin | 1718/20, erweitert 1906; mit Ausstattung; die Fresken im Chor: Apostelkommunion und im Langhaus Mantelspende Martins ist nach dem Kunsthistoriker Hans Christian Ries möglicherweise dem Münchner Kunstmaler des Neubarock Josef Wittmann zuzuschreiben und gemalt 1906 | D-2-73-147-44 | weitere Bilder |

### Unterempfenbach
| Lage                           | Objekt            | Beschreibung                                                                      | Akten-Nr.     | Bild           |
| ------------------------------ | ----------------- | --------------------------------------------------------------------------------- | ------------- | -------------- |
| Sankt-Ulrich-Straße (Standort) | Kirche St. Ulrich | Mittelalterlich, im 18. Jahrhundert barockisiert, 1907 erweitert; mit Ausstattung | D-2-73-147-46 | weitere Bilder |

### Unterwangenbach
| Lage                       | Objekt                            | Beschreibung | Akten-Nr.     | Bild           |
| -------------------------- | --------------------------------- | --- | ------------- | -------------- |
| Am Wangenbach 8 (Standort) | Katholische Kapelle Sankt Stephan | Saalkirche mit Steildach und eingezogenem Kastenchor, quadratischer Chorturm mit Spitzhelm, nach Osten Seelenkapelle mit Pultdach, romanisch, im 18. Jahrhundert barockisiert, Umbau und Turmerhöhung Ende 19. Jahrhundert; mit Ausstattung Teile der Friedhofsmauer im Süden und Osten, 18./19. Jahrhundert | D-2-73-147-48 | weitere Bilder |

## Ehemalige Baudenkmäler
In diesem Abschnitt sind Objekte aufgeführt, die früher einmal in der Denkmalliste eingetragen waren, jetzt aber nicht mehr. Objekte, die in anderem Zusammenhang also z. B. als Teil eines Baudenkmals weiter eingetragen sind, sollen hier nicht aufgeführt werden. Aktennummern in diesem Abschnitt sind ehemalige, jetzt nicht mehr gültige Aktennummern.

| Lage                                        | Objekt                         | Beschreibung | Akten-Nr.     | Bild                    |
| ------------------------------------------- | ------------------------------ | --- | ------------- | ----------------------- |
| Mainburg Abensberger Straße 2 (Standort)    | Wohn- und Geschäftshaus        | Langgestreckter zweigeschossiger Traufseitbau mit Krüppelwalm, mit Hofeinfahrt, bezeichnet „1863“                                                    | D-2-73-147-50 | Wohn- und Geschäftshaus |
| Mainburg Abensberger Straße 8 ()            | Hausfigur Christus in der Rast | 18. Jahrhundert | D-2-73-147-52 |                         |
| Mainburg Abensberger Straße 10 ()           | Wohnhaus                       | Traufseitbau mit Aufzugsgiebel, um 1900 | D-2-73-147-53 |                         |
| Mainburg Bahnhofstraße 4 (Standort)         | Wohn- und Geschäftshaus        | Zweigeschossiger traufständiger Zweiflügelbau mit Walmdach, mit Neurenaissance-Putzgliederungen, um 1900                                             | D-2-73-147-56 | Wohn- und Geschäftshaus |
| Mainburg Gabelsbergerstraße 2 (Standort)    | Wappenstein                    | Bezeichnet „1782“ | D-2-73-147-59 | Wappenstein             |
| Mainburg Hofbergstraße 9 (Standort)         | Wappensteine                   | 17./18. Jahrhundert | D-2-73-147-64 | BW                      |
| Mainburg Marktplatz 4 (Standort)            | Wohnhaus                       | Dreigeschossiger Giebelbau, neugotische Details, nach 1863                                                                                           | D-2-73-147-5  | Wohnhaus                |
| Mainburg Poststraße 2 (Standort)            | Gasthof Post                   | Zweigeschossiger traufständiger Satteldachbau, mit Zwerchhaus, Giebel mit Putzstreifenrahmung, im Kern 18. Jahrhundert, Fassade Ende 19. Jahrhundert | D-2-73-147-10 | Gasthof Post            |
| Marzill Marzill 1 (Standort)                | Gutshof, Wohnhaus              | Stattlicher erdgeschossiger Bau mit Greddach, 17./18. Jahrhundert, nach Osten im 19. Jahrhundert verlängert, nach Westen offene Laube aus Pfeilern   | D-2-73-147-32 | BW                      |
| Unterempfenbach alte Haus-Nr. 10 (Standort) | Zum Haus gehörende Hopfendarre | Massiver Rundbau mit Helm, um 1900 | D-2-73-147-47 | BW                      |

## Abgegangene Baudenkmäler
In diesem Abschnitt sind Objekte aufgeführt, die früher einmal in der Denkmalliste eingetragen waren, jetzt aber nicht mehr existieren, z. B. weil sie abgebrochen wurden. Aktennummern in diesem Abschnitt sind ehemalige, jetzt nicht mehr gültige Aktennummern.

| Lage                                | Objekt                 | Beschreibung                                                    | Akten-Nr.     | Bild |
| ----------------------------------- | ---------------------- | --------------------------------------------------------------- | ------------- | ---- |
| Leitenbach Dorfstraße 22 (Standort) | Zugehörige Hopfendarre | Mehrgeschossiger gemauerter Turm mit Kegeldach, 19. Jahrhundert | D-2-73-147-26 | BW   |
| Steinbach Hauptstraße 3 (Standort)  | Wohnstallhaus          | Erdgeschossig, mit Greddach, Anfang 19. Jahrhundert             | D-2-73-147-45 | BW   |